# I Love My Country
Az I Love My Country (IPA: [aɪ lʌv maɪ ˈkʌntri], magyarul: szeretem az országom) egy holland televíziós országismereti vetélkedőformátum, melyet John de Mol (Big Brother, Áll az alku, The Voice) fejlesztett ki, és először az Ik hou van Holland formájában került képernyőre 2008 tavaszán. A formátum magyar változata a Magyarország, szeretlek!, melyet az M1 sugároz 2011 ősze óta.
A műsorban két csapat vetélkedik, melyeket állandó csapatkapitányok vezetnek. A csapatok a kapitányon túl három tagból állnak, három korosztályból (20–29, 30–39, 40 feletti). A csapatoknak országukkal kapcsolatos kérdésekre kell válaszolniuk, míg a nyertes csapatot egy, az országra jellemző ajándékkal jutalmazzák.
| Első vetítés                                | Ország                  | Műsor                          | Csatorna                        | Műsorvezető                                                            |
| ------------------------------------------- | ----------------------- | ------------------------------ | ------------------------------- | ---------------------------------------------------------------------- |
| 2008–2016                                   | Hollandia               | Ik hou van Holland             | RTL4                            | Linda de Mol                                                           |
| 2019–                                       | Hollandia               | Ik hou van Holland             | SBS6                            | Linda de Mol Rob Kemps (2022)                                          |
| 2008. október                               | Csehország              | I love Česko                   | TV Nova                         | Halina Pawlowská                                                       |
| 2013. április                               | Csehország              | Máme rádi Česko                | Prima family                    | Libor Bouček                                                           |
| 2009. március                               | Kína                    | 我爱我的祖国                   | 四川电视台                      | 宁远                                                                   |
| 2012. január                                | Kína                    | I Love China                   | 湖北网络广播电视台              | 王一楠                                                                 |
| 2012. január                                | Kína                    | I Love China                   | 湖北网络广播电视台              | 李艾                                                                   |
| 2009. március–2012. november 2016. március– | Lengyelország           | Kocham Cię, Polsko!            | TVP2/Polonia                    | Maciej Kurzajewski Barbara Kurdej-Szatan (2016–2018)                   |
| 2009. július                                | Ukrajna                 | Я люблю Україну                | 1+1                             | Лідія Таран Горбунов, Юрий Николаевич                                  |
| 2009. október                               | Egyesült Arab Emírségek | محلاها بلادي                   | Abu Dhabi TV                    | سماح احمد                                                              |
| 2009. december                              | Grúzia                  | მე მიყვარს საქართველო          | 1TV                             | მაკა ცინცაძე                                                           |
| 2010. október                               | Belgium (Flandria)      | Zot van Vlaanderen             | VTM                             | Rani De Coninck                                                        |
| 2010. október                               | Szerbia                 | Ja volim Srbiju                | Prva RTS                        | Milorad Mandić Nina Seničar                                            |
| 2010. október                               | Szerbia                 | Ja volim Srbiju                | Prva RTS                        | Dragana Kosjerina (2019)                                               |
| 2010. november                              | Dánia                   | Hva' så Danmark                | DR1                             | Felix Smith                                                            |
| 2010. december                              | Olaszország             | I love Italy                   | Rai 2 Radiotelevisione Italiana | Claudio Lippi (2010) Massimiliano Ossini és Alessandra Barzaghi (2011) |
| 2011. március                               | Bulgária                | Аз обичам България             | Nova TV                         | Evelina Pavlova                                                        |
| 2011. július                                | Németország             | Ich liebe Deutschland          | Sat.1                           | Jürgen von der Lippe                                                   |
| 2011. október–2021                          | Magyarország            | Magyarország, szeretlek!       | M1 Duna                         | Szente Vajk                                                            |
| 2022–                                       | Magyarország            | Magyarország, szeretlek!       | M1 Duna                         | Pindroch Csaba (2022)                                                  |
| 2012. március                               | Szlovénia               | Moja Slovenija                 | RTVSLO                          | Marijo Galunič                                                         |
| 2012. július                                | Franciaország           | Tout le monde aime la France!  | TF1                             | Sandrine Quetier                                                       |
| ?                                           | Románia                 | Iubesc România                 | Kanal D                         | Anca Ţurcaşiu                                                          |
| 2017 szeptember                             | Románia                 | Romania jos palaria!           | Pro TV                          | Florin Busuioc                                                         |
| 2012 szeptember                             | Horvátország            | Volim Hrvatsku                 | HRT                             | Mirko Fodor                                                            |
| 2013 április                                | Szlovákia               | Milujem Slovensko              | SVT1                            | Martin Nikodým                                                         |
| 2015. április                               | Görögország             | Ελλάδα σ' αγαπώ                | MegaTV                          | Doretta Papadimitriou                                                  |
| 2016. március                               | Thaiföld                | ไอ เลิฟ ไทยแลนด์ I Love Thailand | TV3                             | Puttachat Pongsuchat                                                   |